# Diócesis de Lucena
La diócesis de Lucena (en latín: Dioecesis Lucenensis, en inglés: Roman Catholic Diocese of Lucena y en tagalo: Diyosesis ng Lucena) es una circunscripción eclesiástica de la Iglesia católica en Filipinas. Se trata de una diócesis latina, sufragánea de la arquidiócesis de Lipá. Desde el 29 de julio de 2017 su obispo es Mel Rey Mingoa Uy.

## Territorio y organización

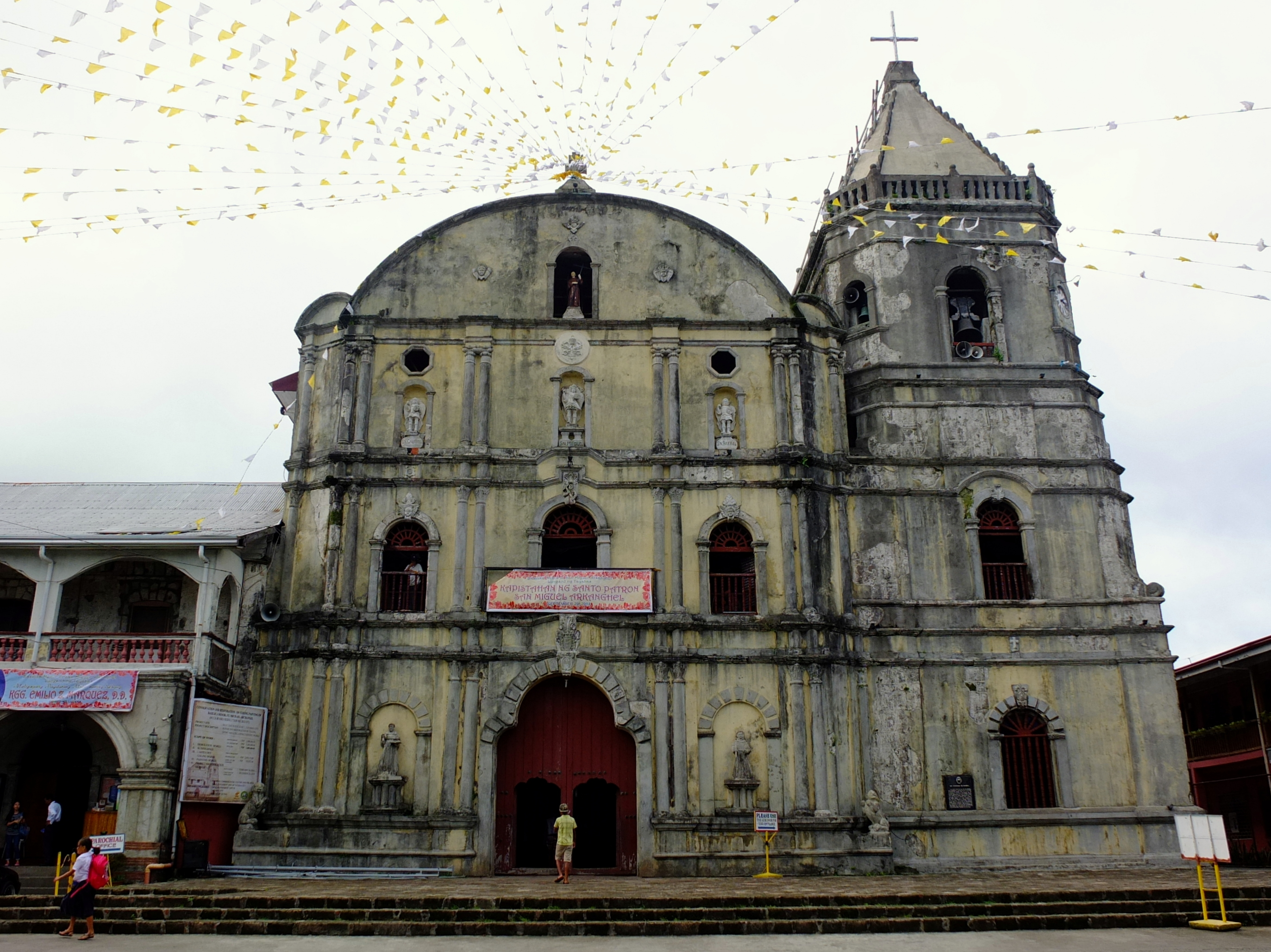
Basílica menor de San Miguel Arcángel, Tayabas

La diócesis tiene 2335 km² y extiende su jurisdicción sobre los fieles católicos de rito latino residentes en la parte centro-occidental de la provincia de Quezon en la región de Calabarzon.
La sede de la diócesis se encuentra en la ciudad de Lucena, en donde se halla la Catedral de San Fernando. En Tayabas se halla la basílica menor de San Miguel Arcángel.
En 2021 en la diócesis existían 41 parroquias.

## Historia
La diócesis fue erigida el 28 de marzo de 1950 con la bula Quo aeternae del papa Pío XII, obteniendo el territorio de la diócesis de Lipá (hoy arquidiócesis).
Originalmente sufragánea de la arquidiócesis de Manila, pasó a formar parte de la provincia eclesiástica de la arquidiócesis de Lipá el 20 de junio de 1972.
El 2 de abril de 1977 cedió una porción de su territorio para la erección de la diócesis de Boac mediante la bula Cum tempora del papa Pablo VI.
El 9 de abril de 1984 cedió otra porción de su territorio para la erección de la diócesis de Gumaca mediante la bula Iure meritoque del papa Juan Pablo II.

## Estadísticas
Según el Anuario Pontificio 2022 la diócesis tenía a fines de 2021 un total de 1 007 258 fieles bautizados.
| Año                                                                             | Población            | Población | Población      | Sacerdotes | Sacerdotes    | Sacerdotes    | Bautizados por sacerdote | Diáconos permanentes | Religiosos | Religiosos | Parroquias |
| Año                                                                             | Bautizados católicos | Total     | % de católicos | Total      | Clero secular | Clero regular | Bautizados por sacerdote | Diáconos permanentes | Varones    | Mujeres    | Parroquias |
| ------------------------------------------------------------------------------- | -------------------- | --------- | -------------- | ---------- | ------------- | ------------- | ------------------------ | -------------------- | ---------- | ---------- | ---------- |
| 1950                                                                            | 500 000              | 502 500   | 99.5           | 44         | 44            |               | 11 363                   |                      |            |            | 33         |
| 1970                                                                            | ?                    | 941 847   | ?              | 92         | 92            |               | ?                        |                      |            | 207        | 58         |
| 1980                                                                            | 923 175              | 982 101   | 94.0           | 90         | 90            |               | 10 257                   |                      |            | 161        | 49         |
| 1990                                                                            | 646 643              | 673 000   | 96.1           | 53         | 53            |               | 12 200                   |                      |            | 187        | 31         |
| 1999                                                                            | 818 425              | 889 562   | 92.0           | 79         | 78            | 1             | 10 359                   |                      | 1          | 185        | 31         |
| 2000                                                                            | 832 007              | 948 633   | 87.7           | 77         | 76            | 1             | 10 805                   |                      | 1          | 311        | 31         |
| 2001                                                                            | 780 875              | 867 639   | 90.0           | 77         | 76            | 1             | 10 141                   |                      | 1          | 169        | 32         |
| 2002                                                                            | 795 364              | 893 668   | 89.0           | 108        | 107           | 1             | 7364                     |                      | 10         | 196        | 32         |
| 2003                                                                            | 809 282              | 920 478   | 87.9           | 86         | 84            | 2             | 9410                     |                      | 2          | 206        | 32         |
| 2004                                                                            | 834 322              | 948 093   | 88.0           | 93         | 91            | 2             | 8971                     |                      | 5          | 161        | 32         |
| 2013                                                                            | 1 001 000            | 1 138 000 | 88.0           | 101        | 98            | 3             | 9910                     |                      | 8          | 200        | 36         |
| 2016                                                                            | 959 754              | 1 112 592 | 86.3           | 106        | 106           |               | 9054                     |                      | 5          | 197        | 38         |
| 2019                                                                            | 987 412              | 1 146 302 | 86.1           | 111        | 111           |               | 8895                     |                      | 25         | 188        | 41         |
| 2021                                                                            | 1 007 258            | 1 169 342 | 86.1           | 108        | 108           |               | 9326                     | 3                    | 11         | 177        | 41         |
| Fuente: Catholic-Hierarchy, que a su vez toma los datos del Anuario Pontificio. |                      |           |                |            |               |               |                          |                      |            |            |            |

## Episcopologio
- Alfredo Maria Obviar y Aranda † (4 de noviembre de 1950-25 de septiembre de 1976 retirado)
- José Tomás Sánchez † (25 de septiembre de 1976 por sucesión-12 de enero de 1982 nombrado arzobispo de Nueva Segovia)
- Ruben Tolentino Profugo † (15 de mayo de 1982-13 de septiembre de 2003 renunció)
- Emilio Zurbano Marquez (13 de septiembre de 2003 por sucesión-29 de julio de 2017 retirado)
- Mel Rey Mingoa Uy, desde el 29 de julio de 2017